# Élections sénatoriales de 2023 dans les Pyrénées-Atlantiques
Les élections sénatoriales dans les Pyrénées-Atlantiques ont lieu le dimanche 24 septembre 2023. Elles ont pour but d'élire les sénateurs représentant le département au Sénat pour un mandat de six années.

## Sénateurs sortants
| Sénateur sortant | Sénateur sortant    | Parti | Principale fonction lors de l'élection en 2017             |
| ---------------- | ------------------- | ----- | ---------------------------------------------------------- |
|                  | Frédérique Espagnac | PS    | Sénatrice sortante, conseillère régionale                  |
|                  | Denise Saint-Pé     | MoDem | Conseillère régionale, conseillère départementale          |
|                  | Max Brisson         | LR    | Conseiller départemental, conseiller municipal de Biarritz |

## Présentation des listes et des candidats

### Liste Divers conduite par Michel Lamarque
| N° | Candidats | Candidats            | Parti       | Nuance | Principales fonctions          |
| -- | --------- | -------------------- | ----------- | ------ | ------------------------------ |
| 01 |           | Michel Lamarque      | Indépendant | DIV    | Conseiller Municipal de Bidart |
| 02 |           | Françoise Ricard     | Indépendant | DIV    |                                |
| 03 |           | Félix Noblia         | Indépendant | DIV    | Maire de Bergouey-Viellenave   |
| 04 |           | Véronique Darritchon | Indépendant | DIV    |                                |
| 05 |           | François Loustalan   | Indépendant | DIV    |                                |

### Liste Rassemblement national conduite par François Verrière
| N° | Candidats | Candidats         | Parti | Nuance | Principale fonction   |
| -- | --------- | ----------------- | ----- | ------ | --------------------- |
| 01 |           | François Verrière | RN    | RN     | Conseiller régional   |
| 02 |           | Frédérique Joint  | RN    | RN     | Conseillère régionale |
| 03 |           | Nicolas Cresson   | RN    | RN     |                       |
|    |           |                   |       |        |                       |
| 04 |           | Sylviane Lopez    | RN    | RN     |                       |
| 05 |           | Sylvain Gallouin  | RN    | RN     |                       |

### Liste Divers droite conduite par Marc Gairin
| N° | Candidats | Candidats      | Parti | Nuance | Principales fonctions |
| -- | --------- | -------------- | ----- | ------ | --------------------- |
| 01 |           | Marc Gairin    | REC   | REC    | Maire de Momy         |
| 02 |           | Valérie Taïeb  | LR    | LR     | Sage-femme, Bayonne   |
| 03 |           | Francis Sébat  | DLF   | DLF    | Maire de Bédeille     |
|    |           |                |       |        |                       |
| 04 |           | Béatrice Corsi |       | DVD    |                       |
| 05 |           | Pierre Récalde | LR    | LR     |                       |

### Liste Les Républicains conduite par Max Brisson
| N° | Candidats | Candidats                 | Parti | Nuance | Principale fonction                        |
| -- | --------- | ------------------------- | ----- | ------ | ------------------------------------------ |
| 01 |           | Max Brisson               | LR    | LR     | Sénateur sortant, conseiller départemental |
| 02 |           | Fabienne Costedoat-Diu    | LR    | LR     | Conseillère départementale                 |
| 03 |           | Beñat Cachenaut           | LR    | LR     | Maire d’Iholdy                             |
|    |           |                           |       |        |                                            |
| 04 |           | Marie-Ange Cazala-Crouzet |       | DVD    | Maire de Bénéjacq                          |
| 05 |           | Michaël Dessein           | HOR   | HOR    | Maire d’Aste-Béon                          |

### Liste Mouvement démocrate conduite par Denise Saint-Pé
| N° | Candidats | Candidats         | Parti | Nuance | Principale fonction                                       |
| -- | --------- | ----------------- | ----- | ------ | --------------------------------------------------------- |
| 01 |           | Denise Saint-Pé   | MoDem | MDM    | Sénatrice sortante                                        |
| 02 |           | Olivier Alleman   | MoDem | REN    | Conseiller départemental, conseiller municipal de Bayonne |
| 03 |           | Monique Sémavoine | MoDem | MDM    | Conseillère départementale, maire de Mazères-Lezons       |
|    |           |                   |       |        |                                                           |
| 04 |           | Alain Sanz        | MoDem | MDM    | Maire de Rébénacq                                         |
| 05 |           | Sylvie Betat      | MoDem | DIV    | Maire de Méharin                                          |

### Liste Divers gauche conduite par Frédérique Espagnac
| N° | Candidats | Candidats           | Parti | Nuance | Principale fonction                                 |
| -- | --------- | ------------------- | ----- | ------ | --------------------------------------------------- |
| 01 |           | Frédérique Espagnac | PS    | SOC    | Sénatrice sortante, conseillère régionale           |
| 02 |           | Jean Arriubergé     |       | DVG    | Conseiller départemental                            |
| 03 |           | Emilie Dutoya       | PS    | SOC    | Conseillère régionale, adjointe au maire de Ciboure |
| 04 |           | Bernard Lougarrot   |       | DVG    | Maire de Gotein-Libarrenx                           |
| 05 |           | Jocelyne Robesson   | PS    | SOC    | Adjointe au maire de Serres-Castet                  |

### Liste Parti communiste français conduite par Anne Saouter
| N° | Candidats | Candidats         | Parti | Nuance | Principales fonctions      |
| -- | --------- | ----------------- | ----- | ------ | -------------------------- |
| 01 |           | Anne Saouter      | PCF   | COM    | Adjointe au maire d'Oloron |
| 02 |           | Dominique Lavigne | PCF   | COM    |                            |
| 03 |           | Isabelle Larouy   | PCF   | COM    | Conseillère régionale      |
|    |           |                   |       |        |                            |
| 04 |           | Louis Labadot     | PCF   | COM    | Maire de Mauléon           |
| 05 |           | Béatrice Tariol   | PCF   | COM    | Conseillère régionale      |

### Liste Écologiste conduite par Julien Brunel
| N° | Candidats | Candidats            | Parti | Nuance | Principales fonctions |
| -- | --------- | -------------------- | ----- | ------ | --------------------- |
| 01 |           | Julien Brunel        | EELV  | VEC    |                       |
| 02 |           | Alice Leiciagueçahar | EELV  | VEC    |                       |
| 03 |           | Jérémy Savatier      | EELV  | VEC    |                       |
|    |           |                      |       |        |                       |
| 04 |           | Emmanuelle Camelot   | EELV  | VEC    |                       |
| 05 |           | Michel Rebelle       | EELV  | VEC    |                       |

### Liste La France insoumise conduite par Sandra Pereira Ostanel
| N° | Candidats | Candidats              | Parti | Nuance | Principales fonctions           |
| -- | --------- | ---------------------- | ----- | ------ | ------------------------------- |
| 01 |           | Sandra Pereira Ostanel | LFI   | FI     | Conseillère municipale d'Anglet |
| 02 |           | Jean-François Baby     | LFI   | FI     |                                 |
| 03 |           | Sandrine Baradat       | LFI   | FI     |                                 |
|    |           |                        |       |        |                                 |
| 04 |           | Tom-Dubois Robin       | LFI   | FI     |                                 |
| 05 |           | Joëlle Losson          | LFI   | FI     |                                 |

## Résultats
| Tête de liste                                                  | Tête de liste            | Liste                    | Voix  | %     | Sièges | +/-           |
| -------------------------------------------------------------- | ------------------------ | ------------------------ | ----- | ----- | ------ | ------------- |
|                                                                | Frédérique Espagnac      | PS                       | 608   | 33,82 | 1      | en stagnation |
| Pour des communes vivantes !                                   |                          |                          | 608   | 33,82 | 1      | en stagnation |
|                                                                | Max Brisson              | LR - MoDem               | 553   | 30,76 | 1      | en stagnation |
| La force de nos communes                                       |                          |                          | 553   | 30,76 | 1      | en stagnation |
|                                                                | Denise Saint-Pé          | MoDem                    | 363   | 20,19 | 1      | en stagnation |
| Agir pour l’avenir de nos communes                             |                          |                          | 363   | 20,19 | 1      | en stagnation |
|                                                                | Julien Brunel            | EELV                     | 98    | 5,45  | 0      | en stagnation |
| Pour un Sénat qui nous parle                                   |                          |                          | 98    | 5,45  | 0      | en stagnation |
|                                                                | Anne Saouter             | PCF                      | 47    | 2,61  | 0      | en stagnation |
| La République partout, pour toutes et tous !                   |                          |                          | 47    | 2,61  | 0      | en stagnation |
|                                                                | Marc Gairin              | REC - DLF                | 42    | 2,34  | 0      | en stagnation |
| La droite sincère !                                            |                          |                          | 42    | 2,34  | 0      | en stagnation |
|                                                                | François Verrière        | RN                       | 38    | 2,11  | 0      | en stagnation |
| Au service des communes pour défendre les Pyrénées-Atlantiques |                          |                          | 38    | 2,11  | 0      | en stagnation |
|                                                                | Michel Lamarque          | DIV                      | 28    | 1,56  | 0      | en stagnation |
| Herri País 64                                                  |                          |                          | 28    | 1,56  | 0      | en stagnation |
|                                                                | Sandra Pereira Ostanel   | LFI                      | 21    | 1,17  | 0      | en stagnation |
| Pyrénées-Atlantiques Union populaire écologique et sociale     |                          |                          | 21    | 1,17  | 0      | en stagnation |
|                                                                |                          |                          |       |       |        |               |
| Suffrages exprimés                                             | Suffrages exprimés       | Suffrages exprimés       | 1 798 | 96,67 |        |               |
| Votes invalides                                                | Votes invalides          | Votes invalides          | 30    | 1,61  |        |               |
| Votes blancs                                                   | Votes blancs             | Votes blancs             | 32    | 1,72  |        |               |
| Total                                                          | Total                    | Total                    | 1 860 | 100   | 3      | en stagnation |
| Abstentions                                                    | Abstentions              | Abstentions              | 19    | 1,01  |        |               |
| Inscrits / participation                                       | Inscrits / participation | Inscrits / participation | 1 881 | 98,99 |        |               |